# John Joseph Kaising
John Joseph Kaising (ur. 3 marca 1936 w Cincinnati, zm. 13 stycznia 2007 w Waszyngtonie) – amerykański duchowny katolicki, biskup pomocniczy Archidiecezji Wojskowej Ameryki w latach 2000-2007.

## Życiorys
Święcenia kapłańskie przyjął 22 grudnia 1962 i został inkardynowany do archidiecezji Cincinnati. Od 1970 był związany z Archidiecezją Wojskową Ameryki, w której przez 28 lat pełnił funkcję kapelana wojskowego. Po powrocie do Cincinnati został proboszczem miejscowej parafii św. Dominika.

### Episkopat
21 lutego 2000 został mianowany przez papieża Jana Pawła II biskupem pomocniczym Archidiecezji Wojskowej Ameryki, ze stolicą tytularną Horrea Coelia. Sakry biskupiej udzielił mu 11 kwietnia tegoż roku ówczesny ordynariusz polowy tejże archidiecezji, arcybiskup Edwin O’Brien.
Zmarł w Waszyngtonie 13 stycznia 2007.